# Mithila (Dhanusha)
Mithila (Nepali मिथिला) ist eine Stadt (Munizipalität) im östlichen Terai Nepals im Distrikt Dhanusha.
Mithila liegt im Nordwesten des Distrikts.
Die Stadt entstand Ende 2014 durch Zusammenlegung der Village Development Committees Begadawar, Dhalkebar und Nakatajhijh.
Das Stadtgebiet umfasst 100,7 km².

## Einwohner
Bei der Volkszählung 2011 hatten die VDCs, aus welchen die Stadt Mithila entstand, 31.575 Einwohner (davon 16.116 männlich) in 5767 Haushalten.